# 比弗頓 (堪薩斯州)
比弗頓（英語：Beaverton）是位於美國堪薩斯州羅林斯縣的一個鬼鎮。

## 歷史
一個名為伯德（Bird）的郵政局於1880年設立。該郵政局於同年更名為比弗頓，直到1900年結束營運。

## 地理
比弗頓所處的海拔為高於海平面909米（即2982英呎），而該地所採用的時區為UTC-6，即北美中部時區（CST）。同時該地設有夏令時間，為UTC-6調快一小時，即UTC-5（CDT）。